# Bethan Davies
Bethan Davies (Cardiff, 7 de noviembre de 1990) es una corredora de marcha atlética británica especialista en la modalidad de 20 kilómetros marcha.

## Carrera
Natural de Cardiff (Gales), estudió Neurociencia en la Universidad de Leeds (Inglaterra), corriendo en la modalidad en la que se especializaría en el equipo universitario. Comenzó a practicar la marcha atlética tras suplir a su equipo en la prueba y tuvo la oportunidad de competir contra la marchadora de élite Johanna Jackson. Comenzó a entrenar y a aprender este deporte con la entrenadora Andi Drake.
Se abrió paso a nivel nacional en 2012, ganando el título británico sub-20 en los 10000 metros marcha antes de quedar tercera en el Campeonato Británico de Atletismo de 2012 en la distancia de 5000 metros. Davies ganó ese título al año siguiente en el Campeonato Británico de Atletismo de 2013 y también se estrenó en los 20 km, debutando a nivel internacional en el Campeonato del mundo de marcha atlética por equipos de 2013 y quedando tercera en el campeonato nacional de 20 km. Se perdió la mayor parte de la temporada 2014, pero regresó en 2015 con subcampeonatos nacionales en 5000 m y 20 km. Ganó títulos nacionales en pista cubierta y al aire libre en 2016, aunque no pudo terminar las carreras de 20 km en el Campeonato del mundo de marcha atlética por equipos de 2016, celebrado en Roma, y en la Dudinská Päťdesiatka de Dudince (Eslovaquia).
Davies tuvo un gran avance en la temporada 2017. Ganó los 5000 m de marcha en los Campeonatos Británicos de Atletismo de 2017 y luego representó a Gran Bretaña en el Campeonato de Europa de marcha atlética por equipos (terminando en el puesto 22 con un tiempo de 1:36:04 horas) y en el Campeonato Mundial de Atletismo, que se llevaron a cabo en Londres, donde se clasificó vigésimo novena en la general. Describió esta última experiencia como la mejor de su vida, ya que el público local la animó y gritó su nombre. También terminó sexta en los Campeonatos de Marcha de Oceanía, en los que participó como invitada.
Fue medallista de bronce en los Juegos de la Mancomunidad de 2018 y ha representado a su país en los Campeonatos del Mundo de Atletismo y en los Campeonatos del Mundo de Marcha por Equipos de la IAAF. Tiene el récord británico en pista cubierta de los 3000 metros marcha (12:44,99 minutos) y el récord de la Commonwealth de los 5000 metros marcha en pista cubierta (21:25,37 minutos).

## Resultados

### Por temporada
| Representando a Reino Unido (así como a Gales) | Representando a Reino Unido (así como a Gales)      | Representando a Reino Unido (así como a Gales) | Representando a Reino Unido (así como a Gales) | Representando a Reino Unido (así como a Gales) | Representando a Reino Unido (así como a Gales) |
| ---------------------------------------------- | --------------------------------------------------- | ---------------------------------------------- | ---------------------------------------------- | ---------------------------------------------- | ---------------------------------------------- |
| Año                                            | Competición                                         | Lugar                                          | Puesto                                         | Modalidad                                      | Marca                                          |
| 2013                                           | Campeonato de Europa de marcha atlética por equipos | Dudince                                        | 45.ª                                           | 20 km marcha                                   | 1:54,11 h.                                     |
| 2016                                           | Campeonato del mundo de marcha atlética por equipos | Roma                                           | -                                              | 20 km marcha                                   | DQ                                             |
| 2017                                           | Campeonato de Europa de marcha atlética por equipos | Poděbrady                                      | 22.ª                                           | 20 km.                                         | 1:36:04 h.                                     |
| 2017                                           | Campeonato Mundial de Atletismo                     | Londres                                        | 29.ª                                           | 20 km marcha                                   | 1:33:10 h.                                     |
| 2018                                           | Juegos de la Mancomunidad                           | Gold Coast                                     | 3.ª                                            | 20 km marcha                                   | 1:36:08 h.                                     |
| 2018                                           | Campeonato Europeo de Atletismo                     | Berlín                                         | 22.ª                                           | 20 km marcha                                   | 1:36,50 h.                                     |
| 2019                                           | Campeonato de Europa de marcha atlética por equipos | Alytus                                         | 25.ª                                           | 20 km marcha                                   | 1:39,02 h.                                     |
| 2021                                           | Campeonato de Europa de marcha atlética por equipos | Poděbrady                                      | 29.ª                                           | 20 km marcha                                   | 1:37,09 h.                                     |
| 2022                                           | Campeonato del mundo de marcha atlética por equipos | Mascate                                        | 18.ª                                           | 20 km marcha                                   | 1:42,25 h.                                     |
| 2022                                           | Juegos de la Mancomunidad                           | Birmingham                                     | 6.ª                                            | 10 km marcha                                   | 45:45,59 min.                                  |
| 2022                                           | Campeonato Europeo de Atletismo                     | Múnich                                         | 11.ª                                           | 35 km marcha                                   | 2:59,38 h.                                     |

### Mejores marcas
| Disciplina           | Marca         | Lugar      | Fecha               |
| -------------------- | ------------- | ---------- | ------------------- |
| 3000 metros          | 12:24,70 min. | Cardiff    | 11 de junio de 2016 |
| 5000 metros          | 21:21,52 min. | Birmingham | 2 de julio de 2017  |
| 10 kilómetros marcha | 44:59 min.    | Coventry   | 18 de marzo de 2016 |
| 20 kilómetros marcha | 1:31:53 h.    | Lugano     | 11 de marzo de 2018 |
| 35 kilómetros marcha | 2:58:48 h.    | Dudince    | 23 de abril de 2022 |